# ヒュー・マケルヘニー
ヒュー・マケルヘニー（Hugh McElhenny 1928年12月31日-2022年6月17日 ）はカリフォルニア州ロサンゼルス出身のアメリカンフットボール選手。ポジションはランニングバック。優れたオープンフィールドランナーであった彼はその爆発的なランにより"The King"、"Hurryin' Hugh"と呼ばれた。1950年代のNFLで彼はロックンロールにおけるエルヴィス・プレスリーのような存在だった。彼とY・A・ティトル、ジョー・ペリー、ジョン・ヘンリー・ジョンソンの揃ったバックフィールドは、ミリオンダラーバックフィールドと形容された。

## 経歴

### カレッジ時代
高校を卒業後、アラバマ大学、ノートルダム大学、海軍兵学校、ネブラスカ大学、UCLA、アリゾナ州立大学など多くの大学から奨学金の申し出があった。地元USCからアメリカンフットボールと陸上競技により奨学金を受け、入学したものの3ヶ月でやめてしまいコンプトン・ジュニア・カレッジに進学、1948年彼の所属したチームは無敗でシーズンを終えた。1949年3月ワシントン大学に転入した。大学3年時の1950年のシーズン最終戦ワシントン州立大学戦で大学記録となる296ヤードを走り、5タッチダウン、30得点をあげて52-21の勝利に貢献した。チームはローズボウルに出場したがカリフォルニア大学に7-14で敗れた。4年次のUSC戦では100ヤードのパントリターンタッチダウンを見せた。この年17タッチダウン、125得点をあげた彼は3勝6敗1分のチームから、オールアメリカンのファーストチームに選ばれて1952年のフラボウルに出場した。他にもミネソタ大学戦では96ヤードのキックオフリターン、カンザス州立大学戦では91ヤードのラン、イリノイ大学戦では77ヤードのレシーブを見せている。1951年のハイズマン賞の投票では8位となっている。彼が大学時代に作った記録は16個でありその内上述の1試合でのラン296ヤード、1試合での平均獲得ヤード14.8ヤード、5ラッシングタッチダウンの3つは大学記録、最後の2つはパシフィック・テン・カンファレンスの記録としても残っている。

### NFL
1952年のフラボウルで彼はサンフランシスコ・フォーティナイナーズのQBフランキー・アルバートに目を付けられた。アルバートはチームオーナーのバック・ショーに彼をドラフトで獲得するよう直訴、同年のNFLドラフト1巡目全体9位でサンフランシスコ・フォーティナイナーズに指名されて入団した。当時のサラリーは7,000ドルだった（1950年の10,000ドルは2004年現在74,000ドルにあたる。）。この年彼はデビュー戦となるシカゴ・カージナルス戦でボールを持たされた最初のプレーで42ヤードのタッチダウンラン、ダラス・テキサンズ戦で89ヤードのタッチダウンラン（現在でもナイナーズ歴代2位の記録）を含む7回のランで170ヤードを走り、シカゴ・ベアーズ戦で94ヤードのパントリターン（現在でもナイナーズ歴代2位の記録）を見せた。この試合では彼はエンドゾーンに5回ボールを持って走り込んだが3回は味方のファウルのためタッチダウンが無効となった。このシーズン彼はラン平均7.0ヤードとリーグトップの成績を残した。この活躍により満場一致で最優秀新人選手に選ばれた。またプロボウルでも2タッチダウンをあげている。
1954年にはナイナーズのバックフィールドには彼の他にジョー・ペリー、ジョー・ヘンリー・ジョンソン、Y・A・ティトルといずれもが後にプロフットボール殿堂入りを果たすメンバーが揃ったもののメンバーの負傷などによりチームはチャンピオンシップ優勝を果たせなかった。
9シーズンをナイナーズで過ごした後、1961年にミネソタ・バイキングスが加入した際のエクスパンション・ドラフトでプロテクトされず指名を受けてバイキングスに移籍、古巣のナイナーズ戦で32ヤードのタッチダウンランをあげた。
2年後の1963年にはニューヨーク・ジャイアンツに移籍、この頃彼のひざはボロボロだったが念願のNFLチャンピオンシップゲームに出場した。1958年のプロボウルではMVPに輝いている。1964年に現役を引退したがラン、レシーブ、キックオフリターン、パントリターン、ファンブルリターンによる獲得ヤードは当時11,000ヤード以上を記録した3人の1人であった。
現役時代タイトルゲームとは無縁でプレーオフ出場も1957年にデトロイト・ライオンズにホームで27-31と敗れた試合1試合のみである。

### 現役引退後
現役引退後、ペプシコのシアトル地区での系列会社、Alpac Corporationのマネージャーとなった。
引退から7年後の1971年にはミネソタ州の実業家、Wayne Field と共にシアトルにNFLの新フランチャイズを誘致する運動に加わった。ハスキー・スタジアムでのエキシビションゲーム2試合を実現し、その内1試合はテリー・ブラッドショーのピッツバーグ・スティーラーズとジョー・ネイマスのニューヨーク・ジェッツの対戦であった。その後シアトル・シーホークスが新しいフランチャイズとして誕生したがこれはノードストロームファミリーによるもので彼はチームの運営に加わる希望を持っていたがそれはかなわなかった。
1970年にプロフットボール殿堂、1981年にカレッジフットボール殿堂入りを果たした。
2004年現在、ギラン・バレー症候群に罹った彼は首から下が麻痺してしまい、シアトルの病院に入院し寝たきりになっている。